# Ricardo Arroyo
Ricardo Arroyo García (Barcelona, 28 de noviembre de 1950) es un actor conocido por el papel de Higinio Heredia en la serie Aquí no hay quien viva, de Vicente Maroto en la serie La que se avecina y en varias series y películas de comedias.

## Teatro
Actor forjado en teatro musical y en el género de Revista, Arroyo ha participado en montajes como Apasionada, El diluvio que viene, el cual dirigió también en Hispanoamérica, El Zorro,  Cada cual con la suya, Una noche de abrigo o La sopera.
En 2006 estrenó en el Teatro La Latina la comedia de Carlos Arniches, La venganza de la Petra, que fue dirigida y producida por José Luis Moreno.

## Televisión y películas
Apareció por primera vez en el concurso de TVE  por parejas Ding-Dong, el 16 de mayo de 1980, dedicado al circo, como concursante. Tuvo un pequeño papel en El milagro de P. Tinto como el hombre que les vende la casa a P. Tinto y Olivia. Ha trabajado para televisión en series como  Arrayán, Aquí no hay quien viva (2004-2006) (Higinio, padre de familia) (18 episodios) o La que se avecina (2007-2024) (182 episodios) (Vicente, jubilado). También hizo un papel secundario en la película sobre  Camarón de la Isla (como dueño de un local flamenco). El actor también ha aparecido en la mítica serie de Telecinco de los años 90, Médico de familia, concretamente en el capítulo 9 de la última temporada, siendo su papel el del dueño de un bar donde aparecen por descuido los sobrinos de uno de los personajes secundarios de la serie. También apareció en la serie Plaza Alta de Canal Sur, encarnando a "Jacinto", durante una serie de episodios, en el año 2000.

## Trayectoria profesional

### Series de televisión
| Año         | Serie                               | Canal                   | Personaje              | Notas         |
| ----------- | ----------------------------------- | ----------------------- | ---------------------- | ------------- |
| 1994        | Los ladrones van a la oficina       | Antena 3                |                        | 1 episodio    |
| 1996        | Hermanos de leche                   | Antena 3                |                        | 1 episodio    |
| 1997 - 1998 | Querido maestro                     | Telecinco               | Damián                 | 6 episodios   |
| 1998        | La casa de los líos                 | Antena 3                | Al-Habama              | 3 episodios   |
| 1999        | Condenadas a entenderse             | Antena 3                |                        | 1 episodio    |
| 1999        | Periodistas                         | Telecinco               |                        | 1 episodio    |
| 1999        | Médico de familia                   | Telecinco               |                        | 1 episodio    |
| 1999        | Petra Delicado                      | Telecinco               |                        | 1 episodio    |
| 1999        | Manos a la obra                     | Antena 3                |                        | 2 episodios   |
| 2000        | Antivicio                           | Antena 3                |                        | 1 episodio    |
| 2000        | Raquel busca su sitio               | La 1                    |                        | 1 episodio    |
| 2000        | Compañeros                          | Antena 3                |                        | 1 episodio    |
| 2001        | Policías, en el corazón de la calle | Antena 3                |                        |               |
| 2001        | Arrayán                             | Canal Sur               |                        |               |
| 2001 - 2005 | El comisario                        | Telecinco               |                        | 2 episodios   |
| 2002        | Hospital Central                    | Telecinco               | José Serranillo        | 1 episodio    |
| 2002 - 2003 | Ana y los 7                         | La 1                    | Taxista                | 2 episodios   |
| 2003        | El pantano                          | Antena 3                | Pastor                 | 1 episodio    |
| 2004 - 2006 | Aquí no hay quien viva              | Antena 3                | Higinio Heredia        | 19 episodios  |
| 2005        | Lobos                               | Antena 3                |                        | 1 episodio    |
| 2007 - 2024 | La que se avecina                   | Telecinco / Prime Video | Vicente Maroto Pinilla | 184 episodios |